# Ruiny katedry w Hamarze
Ruiny katedry w Hamarze są pozostałością po katedrze, której budowa w Hamarze rozpoczęła się w 1152 r. i została ukończona w 1200 r. Ruiny są częścią muzeum Hedmarksmuseet.
Katedra została skonstruowana w stylu romańskim, zaś później przebudowano ją w stylu gotyckim. 
Budowlę zniszczyły szwedzkie wojska w 1567 r., podczas I wojny północnej. 
Zachowane arkady przykryte są konstrukcją ze szła i stali zaprojektowaną przez architekta Kjella Lunda. To schronienie przed warunkami atmosferycznymi zostało wybudowane w 1998 roku.
Współcześnie w Hamarze znajduje się nowa luterańska katedra, w której rozpoczęto sprawować posługę w 1866 roku.